# Paradosso di Yablo
Il paradosso di Yablo è un paradosso logico pubblicato da Stephen Yablo nel 1993. È simile al paradosso del mentitore, in particolare alla sua variante del paradosso delle carta di Jourdain. A differenza del paradosso del mentitore, formato da un solo enunciato, questo ne utilizza una sequenza infinita numerabile, ognuno che si riferisce al valore di verità dei successivi. In questo sta la maggiore differenza, a livello logico, con il paradosso della carta, dove in una lista, finita, degli enunciati si riferiscono l'un l'altro al proprio valore di verità, in modo perciò circolare. L'analisi dell'enunciato stabilisce che è impossibile assegnare valori di verità a tutti gli enunciati della lista in modo coerente. Poiché nessuno degli enunciati della lista si riferisce in alcun modo, neanche indirettamente come nel riferimento circolare, a se stesso, Yablo ha sostenuto che il paradosso sia "in nessun modo circolare", sebbene Graham Priest lo abbia messo in dubbio. I paradossi che presentano riferimento "alla Yablo" sono spesso anche detti "rettilinei", in antitesi con il "circolare" dei paradossi con riferimento "alla Jourdain".

## Enunciato
Consideriamo il seguente elenco infinito numerabile di enunciati numerati:
- ({\displaystyle S_{1}}) Per ogni {\displaystyle i>1}, {\displaystyle S_{i}} è falso.
- ({\displaystyle S_{2}}) Per ogni {\displaystyle i>2}, {\displaystyle S_{i}} è falso.
- ({\displaystyle S_{n}}) Per ogni {\displaystyle i>n}, {\displaystyle S_{i}} è falso.

## Analisi
Assumiamo che ci sia un {\displaystyle n} tale che {\displaystyle S_{n}} sia vero. Allora in particolare {\displaystyle S_{n+1}} è falso, quindi esiste qualche {\displaystyle k>n+1} tale che {\displaystyle S_{k}} è vero. Ma {\displaystyle S_{k}} non può essere vero poiché {\displaystyle S_{n}} è vero e {\displaystyle k>n}. Quindi, assumere {\displaystyle S_{n}} vero implica una contraddizione, cioè che, per qualche {\displaystyle k>n}, {\displaystyle S_{k}} sia contemporaneamente vero e falso, quindi la nostra assunzione è assurda. Dobbiamo quindi concludere che per ogni {\displaystyle i} l'enunciato {\displaystyle S_{i}} sia falso. Ma se ogni {\displaystyle S_{i}} è falso, allora in particolare {\displaystyle S_{1}} è falso, e quindi per qualche {\displaystyle k>n}, {\displaystyle S_{k}} dev'essere vero: anche in questo caso otteniamo quindi una contraddizione, cioè che {\displaystyle S_{k}} è contemporaneamente vero e falso.